# Ponte pênsil
Die Ponte pênsil (portugiesisch für Hängebrücke) war die erste dauerhafte Brücke über den Douro zwischen Porto und Vila Nova de Gaia.
Nicht nur umgangssprachlich, sondern auch in der Literatur wurde sie nur ponte pênsil genannt, obwohl ihr offizieller Name Ponte D. Maria II war (nach Maria II., der bei ihrem Bau regierenden Königin von Portugal). Eine Inschrift und das Datum 1842 auf der eisernen Traverse zwischen den Pylonen erinnerte daran.
Sie stand ungefähr 80 Meter oberhalb von ihrer Vorgängerin, der Ponte das Barcas, und unmittelbar unterhalb der späteren Ponte Dom Luís I, von der sie abgelöst wurde. An der Stelle engten Felsvorsprünge den Fluss auf 155 m ein.
Die Hängebrücke hatte eine Spannweite von 170,14 m. Mit ihrer Höhe von 10 m über dem üblichen Wasserspiegel war sie vor Hochwasser sicher. Pylone in Form antiker Obelisken bildeten den Eingang zur Brücke. Sie waren aus Natursteinquadern gemauert und 18 m hoch. Als Tragseile waren auf beiden Seiten je vier eiserne Paralleldrahtseile über die Pylone gespannt, die hinter den Pylonen im Boden verankert waren. Die 6 m breite, auf Traversen gelagerte Fahrbahn war aus geteertem Tannenholz. Eiserne Geländer dienten auch zur Stabilisierung der Brücke.
Die Brücke wurde nach den Plänen und unter der Leitung des Ingenieurs Stanislas Bigot gebaut. Der feierliche Baubeginn fand am 2. Mai 1841 statt, dem Tag der (ersten) Krönung der Königin. Die Bauarbeiten an der Brücke sowie die anschließenden Belastungstests wurden am 4. Januar 1843 beendet; am gleichen Tag erfolgte die provisorische Verkehrsfreigabe. Eine feierliche Eröffnung war für den Februar 1843 nach der Erledigung der Aufräumarbeiten geplant, aber ein überraschendes Hochwasser am 17. Februar zwang dazu, die Ponte das Barcas zu zerlegen und die Brücke endgültig freizugeben.
Die Brücke wurde von Arbeitern gebaut, die noch nie mit einer Hängebrücke zu tun hatten, aber von Bigot für die widerspruchslose und sorgfältige Ausführung der Anweisungen gelobt wurden. Die Materialien wurden aus ganz Europa beschafft: gusseiserne Teile stammten aus England, Schmiedeeisen wurde vor Ort gekauft, stammte aber aus Norwegen, schwere Eisenteile kamen teils aus Frankreich, teils aus England, die Drähte für die Tragseile wurden aus Besançon geliefert und die Tannen für die Fahrbahn hatte man in Stockholm gekauft. Die Brücke wurde ohne einen einzigen Unfall errichtet.
Die Ponte pênsil wurde 1887 nach der Eröffnung der Ponte Dom Luís I abgebaut. Heute erinnern nur noch die beiden Obelisken neben dieser Brücke an sie.